# Vatierville
Vatierville település Franciaországban, Seine-Maritime megyében. Lakosainak száma 130 fő (2022. január 1.). Vatierville Callengeville, Fesques, Ménonval, Saint-Germain-sur-Eaulne és Villers-sous-Foucarmont községekkel határos.

## Népesség
A település népessége az elmúlt években az alábbi módon változott:
| Lakosok száma | 126  | 127  | 132  | 133  | 134  | 132  | 131  | 131  | 130  |
|               | 2013 | 2015 | 2016 | 2017 | 2018 | 2019 | 2020 | 2021 | 2022 |